# Truncatoflabellum gardineri
Truncatoflabellum gardineri är en korallart som beskrevs av Cairns in Cairns och Keller 1993. Truncatoflabellum gardineri ingår i släktet Truncatoflabellum och familjen Flabellidae. Inga underarter finns listade i Catalogue of Life.